# ビルマネジメント
ビルマネジメント（英：Building Management、略称：ビルマネ）とは、建築物の管理に関する総合的なマネジメント（具体的には運営管理）を行う業務のこと。建築物管理とも。

## 概要
ビルマネジメントは、オフィスビルや商業施設などの建築物の所有者（ビルオーナー）、不動産投資家に代わって、営業・経理・事務・対外交渉・収益の確保など建築物の経営全般の業務を行う。
1980年代ごろまでビルマネジメントに該当する業務は、ビルの所有者が自らの責任において直接行うことが多かったが、不動産をとりまく環境の変化、管理コストの削減等の要求から、個別ビルごとの事務を専門的に行うビルマネジメント事業が生まれた。特にバブル景気以降その動きが加速した。
ビルマネジメントを行う企業には、建築物を所有し不動産賃貸業を行っている企業やその系列企業が多く、得意分野を生かした事業を行っている。

## 具体的な業務内容
収益の確保
- テナントの誘致
- 賃貸借業務の代行
- 賃料・共益費などの請求・回収
- コスト管理

オーナー代行
- 修繕計画の立案・実行
- 改修・模様替（レイアウト・リニューアル等）の企画・実行
- 工事の管理
- 下請け事業者の選定・管理
- 施設内イベントの管理
- 契約交渉
- 監督官公署の対応
- クレーム対応
- コンプライアンス管理
- 防火管理（防災、避難訓練の統括）
- 申請・届出（資格選任者の選出も含む）
- 経理、決算書・報告書の作成

施設管理業務の統括
- 清掃業務
- 警備業務
- 設備管理
- 駐車場管理

その他
- コンサルティング
- 省エネルギー

## ビルマネジメントに必要な資格
- ファシリティマネジャー
- 建築物環境衛生管理技術者
- 宅地建物取引士
- ビル経営管理士
- 統括管理者